# Карабин, Даниэль
Даниэль «Дан» Карабин (чеш. Daniel «Дан» Karabin; род. 18 февраля 1955, Нитра) — чехословацкий борец вольного стиля, бронзовый призёр Олимпийских игр, серебряный призёр чемпионата мира, чемпион Европы.

## Биография
В 1969 году пришёл в клуб борьбы, но не был принят, потому что отказался обрезать длинные волосы. Начал заниматься хоккеем, играл правого нападающего, но после окончания школы вернулся в борьбу. Быстро стал показывать результаты и попал в клуб PVK Olymp Praha.
В 1974 году стал чемпионом Европы в возрастной категории espoir, в 1975 году занял второе место на чемпионате мира среди юниоров и второе на «взрослом» чемпионате Европы, а в 1976 году завоевал звание чемпиона Европы. Также в 1975 году был серебряным призёром международного турнира в Тбилиси и занял 12 место на чемпионате мира.
На Олимпийских играх 1976 года выступал в соревнованиях по вольной борьбе в полусреднем весе. Выиграв первые две встречи, в третьей был травмирован и с соревнований снялся.
См. таблицу турнира.
В 1977 и 1980 году на чемпионате Европы был четвёртым, в 1977 выиграл турнир в Лодзи, а на чемпионате мира был 11-м. В этот период был вынужден сняться с нескольких турниров из-за подверженности травмам.
На Олимпийских играх 1980 года выступал в соревнованиях по вольной борьбе в полусреднем весе и завоевал бронзовую медаль Олимпийских игр.
См. таблицу турнира.
В 1982 году был шестым на чемпионате Европы, и стал серебряным призёром чемпионата мира. В 1983 году был пятым на чемпионате мира, а в 1984 пятым на чемпионате Европы и третьим на Гран-при Германии.
На ковре отличался скоростью, ловкостью и техническим разнообразием.
В 1984 году оставил карьеру и стал тренером в PVK Olymp Praha.